# Brennan Johnson
Brennan Price Johnson (Nottingham, Inglaterra, 23 de mayo de 2001) es un futbolista británico que juega de delantero en el Tottenham Hotspur F. C. de la Premier League.

## Trayectoria

### Nottingham Forest
Tras ingresar en la academia del Nottingham Forest a los ocho años, debutó como profesional a los dieciocho años, apareciendo con el club el 3 de agosto de 2019 como suplente en el minuto 88 en la derrota por 2-1 ante el West Bromwich Albion F. C. en la primera jornada de la temporada.
Su primer gol como profesional con el Nottingham Forest llegó en un empate a uno contra su rival local, el Derby County F. C. el 28 de agosto de 2021. El Forest experimentó un repunte de forma tras el nombramiento de Steve Cooper, en sustitución de Chris Hughton, y tras marcar un gol y dar dos asistencias en un mes en el que el Forest consiguió tres victorias, Johnson fue galardonado con el premio al Jugador Joven de la EFL de septiembre de 2021. Fue galardonado con el premio al mejor jugador del mes de abril de 2022 en la EFL Championship, después de que sus cuatro goles y cuatro asistencias llevaran al Forest a los play-offs, quedándose a las puertas del ascenso automático. Terminó la temporada como máximo goleador del Forest, con 19 goles en todas las competiciones, incluidos los de las dos semifinales de su exitosa campaña de play-off. Fue coronado como mejor jugador joven de la EFL Championship.

#### Lincoln City (préstamo)
El 25 de septiembre de 2020, se incorporó al Lincoln City en calidad de cedido por una temporada. Dos días más tarde, haría su primera aparición con el Lincoln, saliendo desde el banquillo contra el Charlton Athletic F. C. Marcó su primer gol como profesional contra el Plymouth Argyle F. C. con un remate de cabeza a bocajarro. En abril de 2021 marcó el primer triplete de su carrera en un partido contra el Milton Keynes Dons F. C., tardando sólo 11 minutos en lograr esta hazaña.
Tottenham Hotspur
En 2023 el equipo inglés compro su ficha al Nottingham forest.
En 2025 Brennan marco historia en el club al hacer el gol de la victoria en la final de la Europa league ganándole 1-0 al Manchester United

## Selección nacional
Es elegible para representar a Inglaterra, Jamaica y Gales a nivel internacional. Comenzó a jugar con Inglaterra, antes de cambiar a Gales en 2018. En septiembre de 2020, fue convocado por primera vez a la selección absoluta de Gales.
Debutó con Gales en el empate 0-0 contra Estados Unidos el 12 de noviembre de 2020.

## Vida personal
Es hijo del exjugador del Ipswich Town F. C. y del Nottingham Forest F. C. David Johnson.

## Estadísticas

### Clubes
Actualizado al último partido jugado el 25 de mayo de 2025.
| Club                               | Div.          | Temporada     | Liga  | Liga  | Liga   | Copas nacionales | Copas nacionales | Copas nacionales | Copas internacionales | Copas internacionales | Copas internacionales | Total | Total | Total  |
| Club                               | Div.          | Temporada     | Part. | Goles | Asist. | Part.            | Goles            | Asist.           | Part.                 | Goles                 | Asist.                | Part. | Goles | Asist. |
| ---------------------------------- | ------------- | ------------- | ----- | ----- | ------ | ---------------- | ---------------- | ---------------- | --------------------- | --------------------- | --------------------- | ----- | ----- | ------ |
| Nottingham Forest F. C. Inglaterra | 2.ª           | 2019-20       | 4     | 0     | 0      | 4                | 0                | 0                | ―                     | ―                     | ―                     | 8     | 0     | 0      |
| Lincoln City F. C. Inglaterra      | 3.ª           | 2020-21       | 43    | 11    | 6      | 6                | 2                | 0                | ―                     | ―                     | ―                     | 49    | 13    | 6      |
| Lincoln City F. C. Inglaterra      | Total club    | Total club    | 43    | 11    | 6      | 6                | 2                | 0                | 0                     | 0                     | 0                     | 49    | 13    | 6      |
| Nottingham Forest F. C. Inglaterra | 2.ª           | 2021-22       | 49    | 18    | 10     | 4                | 1                | 0                | ―                     | ―                     | ―                     | 53    | 19    | 10     |
| Nottingham Forest F. C. Inglaterra | 1.ª           | 2022-23       | 38    | 8     | 3      | 6                | 2                | 0                | ―                     | ―                     | ―                     | 44    | 10    | 3      |
| Nottingham Forest F. C. Inglaterra | 1.ª           | 2023-24       | 3     | 0     | 0      | 1                | 0                | 0                | —                     | —                     | —                     | 4     | 0     | 0      |
| Nottingham Forest F. C. Inglaterra | Total club    | Total club    | 94    | 26    | 13     | 15               | 3                | 0                | 0                     | 0                     | 0                     | 109   | 29    | 13     |
| Tottenham Hotspur F. C. Inglaterra | 1.ª           | 2023-24       | 32    | 5     | 10     | 2                | 0                | 0                | —                     | —                     | —                     | 34    | 5     | 10     |
| Tottenham Hotspur F. C. Inglaterra | 1.ª           | 2024-25       | 33    | 11    | 3      | 5                | 2                | 1                | 13                    | 5                     | 1                     | 51    | 18    | 5      |
| Tottenham Hotspur F. C. Inglaterra | Total club    | Total club    | 65    | 16    | 13     | 7                | 2                | 1                | 13                    | 5                     | 1                     | 85    | 23    | 15     |
| Total carrera                      | Total carrera | Total carrera | 202   | 53    | 32     | 28               | 7                | 1                | 13                    | 5                     | 1                     | 243   | 65    | 34     |

## Palmarés

### Títulos internacionales
| Título                 | Equipo                  | Sede   | Año  |
| ---------------------- | ----------------------- | ------ | ---- |
| Liga Europa de la UEFA | Tottenham Hotspur F. C. | Bilbao | 2025 |